# إل غيران لوتشادوري
إل غيران لوتشادوري (ترجمت بشكل فضفاض من الإسبانية إلى "المقاتل / المصارع الكبير")، هي شخصية مصارعة محترفة ظهرت في وورلد ريسلينغ إنترتاينمينت في العلامة التجارية سماكداون! عام 2004. تم استخدام الشخصية بشكل أساسي كجوبر من أجل تقوية المصارعين الآخرين.

## تاريخ الشخصية
أول مصارع في دبليو إي لعب دور الشخصية كان بول لندن في 22 أبريل 2004 في مباراة فردية ضد جون برادشو ليفيلد. تم تقديم إل غيران لوتشادوري من قبل المدير العام لسماكداون بول هيمان باعتباره بطل الوزن الثقيل المكسيكي، لكن المباراة كانت عبارة عن إسكواش حيث فاز جاي بي إل. التالي كان شانون مور في 8 يوليو 2004، الذي وُصف بأنه "بطل المكسيك"، حيث واجه بطل دبليو دبليو إي الجديد جاي بي إل في مباراة بطل ضد بطل (البطولات ليست على الخط). وخلال المباراة، تدخل بطل دبليو دبليو إي السابق إدي غيريرو وسمح لإل غيران لوتشادوري بهزيمة جاي بي إل. كان الظهور التالي والأخير لإل غيران لوتشادوري في حلقة 15 يوليو 2004 من سماكداون! خلال مباراة قفص حديدي بين غيريرو وجاي بي إل والتي شهدت جلوسهما على قمة القفص يتبادلان اللكمات حتى ركض غيريرو وصعد إلى القفص وهاجم غيريرو. هذا الأمر ساعد برادشو على الاحتفاظ باللقب بعد أن تسلق القفص. بعد المباراة، سحب غيريرو القناع عنه، وكشف أنه كيرت أنغل.